# Olympus E-30
Olympus E-30 — 12.3 мегапіксельна цифрова однооб'єктивна дзеркальна фотокамера з сенсором Live MOS на базі об'єктивів стандарту Four-Thirds від компанії Olympus.
В Olympus E-30 є можливість обирати пропорції кадру — 4:3 (стандарт), 6:6 (середній формат) або 16:9 (кінематографічний).
Камера виходила на ринок у наступних комплектаціях:
- Тільки корпус (без об'єктивів)
- 14-54 мм Kit, який включав корпус та об'єктив ZUIKO DIGITAL ED 14-54 мм 1:2.8-3.5 II
- 14-42 мм Kit, який включав корпус та об'єктив ZUIKO DIGITAL ED 14-42 мм 1:3.5-5.6
- 12-60 мм Kit, який включав корпус та об'єктив ZUIKO DIGITAL ED 12-60 мм 1:2.8-4.0 SWD

## Особливості
Olympus E-30 є нова високошвидкісна система автофокусування із 11 подвійними датчиками. E-30 містить вдосконалений графічний процесор TruePic III+.
Художні фільтри:
- Зерниста плівка — фільтр імітує зернисту, висококонтрастну чорно-білу плівку. Дозволяє створювати надзвичайні знімки з драматичною атмосферою.
- Попарт — створення яскравих, перенасичених кольорів, що характерні для напрямку попарт.
- М'який фокус — створює відчуття, що знімок створений у легкому серпанку туману, що надає фотографії атмосферу загадковості.
- Пінхол — зменшує яскравість по краях кадру, акцентуючи на центральну частину композиції.
- Світла тональність — створення ніжного чуттєвого знімка. Перехід між тінями та світлими областями пом'якшується, створюючи особливу атмосферу.
- Бліді кольори — створює відчуття, що передній план залито світлом. Такий ефект використовують у кіно для того, щоб відобразити ефект дежавю.

## Нагороди
- Olympus E-30 нагороджена Highly Recommended

Лінійка цифрових дзеркальних фотокамер Olympus не зупиняється на досягнутому, і E-30 яскраве тому підтвердження. І не тільки тому, що якість зображення стає кращою, але й тому, що межі використання розширюються. E-30 оснащена унікальними властивостями (художні фільтри, режим мультиекспозиція, різні пропорції кадру), які неодмінно перетворять роботу з фотокамерою у приємний та інтуїтивний процес. Це гідний апгрейд для користувачів E-420/E-520, і на сьогодні це одна з найкращих представлених моделей стандарту Four Thirds.
- Letsgodigital.org 2009-04, нагорода для Olympus E-30

Загальне враження — надійна та зручна DSLR фотокамера. Olympus E-30 — це фотокамера з якою приємно працювати, фотокамера, з якою кожен фотограф відчує себе художником та створювати не просто фотографії, а витвори мистецтва!